# Aufbrennen
Unter Aufbrennen im Bauwesen versteht man das mangelhafte Erhärten mineralischer Baustoffe durch das Fehlen oder den vorzeitigen Entzug von Wasser während des Erstarrens. Meist sind Beschichtungsstoffe wie Farben und Putze betroffen, die dann absanden, abkreiden und nicht genügend druck- und abriebfest sind. Mit Rissbildung oder Abblättern ist hingegen in der Regel nicht zu rechnen, insbesondere wenn Kalk als Bindemittel verwendet wird. Bei stark saugenden Mauersteinen und sehr warmem und trockenem Wetter ist auch das Aufbrennen von Mauermörtel denkbar. 
Aufgrund zu knapp bemessenem Zugabewasser, stark saugenden Untergründen, Einwirkung von Sonnenlicht, Wind oder zu hohen Temperaturen können Putze und Mineralfarben auftrocknen, ohne dass ihre Hydratation zum Abschluss kommt. Die Baustoffe können dann während der Erhärtung nicht genügend Wasser als Kristallwasser einbinden, um die vorgesehene Festigkeit zu erreichen.
Zum Verhindern des Aufbrennens 
- werden saugende Untergründe vorgenässt, etwa durch Bespritzen mit Maurerquast oder Wasserschlauch
- werden stark saugende Untergründe wie weichgebrannte Ziegelsteine und Lehmbauwände mehrfach intensiv vorgenässt, solange bis die oberflächliche Feuchtigkeit nicht mehr sogleich aufgesogen wird
- werden saugende Mauersteine vor dem Versetzen (kurz) in Wasser eingetaucht
- kann die Saugfähigkeit alternativ zum Vornässen durch eine Grundierung („Aufbrennsperre“ oder „Tiefgrund“) vermindert werden; dies empfiehlt sich insbesondere bei gipshaltigen Untergründen, da diese durch das notwendige, intensive Vornässen Schaden nehmen können
- können die Oberflächen unmittelbar nach Fertigstellung zum Schutz vor Sonneneinstrahlung abgehängt werden
- können die Oberflächen unmittelbar nach Fertigstellung mit nassen Laken abgehängt oder gegebenenfalls nachgenässt werden.

Bei dichten Oberflächen wie Beton oder Zementputz ist ein Vornässen in der Regel nicht notwendig. Im Gegenteil kann die Putzhaftung behindert werden, wenn sich ein Wasserfilm auf dichten Oberflächen befindet, der nicht innerhalb eines überschaubaren Zeitraums von diesen aufgenommen wird.